# Пројче Вељанов Најдоски
Пројче Вељанов Најдоски (Гостиражни, 1920 — Прилепец, код Прилепа 19. децембар 1942) био је учесник Народноослободилачке борбе.

## Биографија
Уместо служења војног рока у Бугарској, ступио је у прилепски партизански одред „Димитар Влахов“. Одред је претрпео губитке приликом једне офанзиве бугарске војске и полиције, а Најдоски је тада помогао рањеном партизану Владу Лапецоту да се довољно опорави како би га његови другови могли пренети у Прилеп. Поменути партизан је подлегао повредама.
Са осталим прилепским партизанима, Најдоски је отишао у манастир код села Прилепца и 19. децембра 1942. године погинуо у борби са бугарском војском и полицијом.